# Brommella
Brommella is een geslacht van spinnen uit de  familie van de Cicurinidae.

## Soorten
- Brommella baiseensis Li, 2017
- Brommella bishopi (Chamberlin & Gertsch, 1958)
- Brommella casseabri Li, 2017
- Brommella chongzuoensis Li, 2017
- Brommella digitata Lu, Chen & Zhang, 2015
- Brommella dolabrata Li, 2017
- Brommella falcigera (Balogh, 1935)
- Brommella funaria Li, 2017
- Brommella hellenensis Wunderlich, 1995
- Brommella josephkohi Li, 2017
- Brommella lactea (Chamberlin & Gertsch, 1958)
- Brommella linyuchengi Li, 2017
- Brommella monticola (Gertsch & Mulaik, 1936)
- Brommella punctosparsa (Oi, 1957)
- Brommella renguodongi Li, 2017
- Brommella resima Li, 2017
- Brommella sejuncta Li, 2017
- Brommella spirula Li, 2017
- Brommella tongyanfengi Li, 2017
- Brommella wangfengcheni Li, 2017
- Brommella xinganensis Li, 2017
- Brommella yizhouensis Li, 2017